# Donna Gigliotti
Donna Gigliotti (ur. 1955) – amerykańska producentka filmowa. Zdobywczyni Oscara za najlepszy film za Zakochanego Szekspira (1998) Johna Maddena.
Donna zaczęła karierę na początku lat 80 XX wieku kiedy rozpoczęła współpracę z Martinem Scorsese przy filmie Wściekły Byk.
W ciągu następnych lat Donna stała się cenioną producentką oraz laureatką licznych nagród filmowych w tym m.in. nagrody BAFTA.
Za film Lektor, producentka w 2009 roku została nominowana ponownie do nagrody Oscara.